# Рыбинский автобус
Рыбинский автобус — система городского автотранспорта города Рыбинска.

## Официальная организация
Городские автобусные маршруты, а также часть межмуниципальных пригородных маршрутов и маршрутных такси обслуживает ОАО «ПАТП №1» г. Рыбинска, расположенное по адресу: улица 9 Мая, 61. Кроме него, пригородные и междугородние маршруты обслуживает ГУП ЯО «Рыбинское государственное ПАТП № 3». В настоящее время ГУП ЯО «Рыбинское государственное ПАТП № 3» входит в объединенное предприятие ГУП Ярославское АТП, созданное из семи предприятий и ГУП ЯО «Рыбинское государственное ПАТП № 3» является рыбинским филиалом ГУП Ярославского АТП с 1 января 2016 года. По состоянию на январь 2014 года 100 % акций ОАО «ПАТП №1» г. Рыбинска, находящегося в муниципальной собственности, выставлены на продажу.

## История рыбинского автобуса
В Рыбинске автомобильный транспорт общего пользования появился гораздо позже — в послевоенном 1946 году. На базе действовавшей конторы «Автогужтранс» была образована автоколонна № 89, водители которой занимались перевозкой дров, угля, других хозяйственных грузов для предприятий жилищно-коммунального хозяйства, школ, больниц и почты.
Год спустя Рыбинск получил первые шесть автобусов с деревянными кузовами для перевозки пассажиров. И первый городской маршрут проходил от площади Маяковского (сейчас Соборная площадь) по проспекту Ленина до лесопильного завода «Свобода». А пригородные и междугородные перевозки пассажиров производились на грузовых автомобилях — так называемых таксомоторах. Они были крайне неудобными. А с учётом полного бездорожья, например до Пошехонья, приходилось добираться больше суток.
Но жизнь шла вперёд. В 50-е годы в Рыбинске назрела необходимость создать специализированное автотранспортное предприятие для перевозки пассажиров, что и было сделано в 1958 году — та самая автоколонна № 89 стала самостоятельным автопредприятием, занимавшимся перевозкой пассажиров как в городе, так на пригородных и междугородных маршрутах. А в 1991 году для единого предприятия началась новая история — после строительства здания на улице 9 Мая основная его часть переехала сюда, преобразовавшись в пассажирское автотранспортное предприятие № 1. По старому адресу — улица Танкистов — осталась автоколонна № 3, основной задачей которой стала перевозка пассажиров на пригородных и междугородных маршрутах. Теперь это ГУП Ярославской области «ПАТП № 3».
Номера внутригородских автобусных маршрутов Рыбинска идут примерно в пределах первых четырёх десятков (на май 2023 года — от 1 до 33). Номера пригородных автобусов начинаются от 100 (например: 101 «Ж/д вокзал — Каменники»). Номера междугородних внутриобластных автобусов начинаются от 500 (например маршрут 505 «Рыбинск — Пошехонье»).

## Список маршрутов[2]
| №                   | Наименование маршрута                            | Период обслуживания       | Тип перевозок           |
| ------------------- | ------------------------------------------------ | ------------------------- | ----------------------- |
| Регулярные маршруты |                                                  |                           |                         |
| 1                   | ПАТП №1 — Улица Буксирная                        | круглогодично             | По регулируемому тарифу |
| 2                   | Скоморохова гора — Улица Буксирная               | круглогодично             | По регулируемому тарифу |
| 3                   | Железнодорожный вокзал — Больница №4             | круглогодично             | По регулируемому тарифу |
| 5                   | Железнодорожный вокзал — Микрорайон ГЭС-14       | круглогодично             | По регулируемому тарифу |
| 6                   | ПАТП №1 — Скоморохова гора                       | круглогодично             | По регулируемому тарифу |
| 7                   | Троллейбусный парк — Мариевка                    | круглогодично             | По регулируемому тарифу |
| 8                   | Соборная площадь — Улица Каляева                 | круглогодично             | По регулируемому тарифу |
| 8Т                  | Троллейбусный парк — Слип                        | круглогодично             | По регулируемому тарифу |
| 9                   | Железнодорожный вокзал — Улица Балобановская     | круглогодично             | По регулируемому тарифу |
| 10                  | Троллейбусный парк — Призма                      | круглогодично             | По регулируемому тарифу |
| 10С                 | ЗАО «Свобода» — Призма                           | по рабочим дням           | По регулируемому тарифу |
| 11                  | Соборная площадь — Улица Каляева                 | круглогодично             | По регулируемому тарифу |
| 12                  | ПАТП № 1 — Призма                                | круглогодично             | По регулируемому тарифу |
| 14                  | Больница № 4 — Микрорайон ГЭС-14                 | круглогодично             | По регулируемому тарифу |
| 14К                 | Больница № 4 — Больница № 3                      | круглогодично             | По регулируемому тарифу |
| 15                  | Железнодорожный вокзал — Соборная площадь        | круглогодично             | По регулируемому тарифу |
| 16                  | Железнодорожный вокзал — Микрорайон ГЭС-14       | круглогодично             | По регулируемому тарифу |
| 16Т                 | Железнодорожный вокзал — Больница № 3            | круглогодично             | По регулируемому тарифу |
| 17                  | Железнодорожный вокзал — Железнодорожный переезд | сезонный, в летний период | По регулируемому тарифу |
| 17К                 | Железнодорожный вокзал — Больница № 3            | по рабочим дням           | По регулируемому тарифу |
| 18                  | Троллейбусный парк — Слип                        | круглогодично             | По регулируемому тарифу |
| 19                  | Соборная площадь — Улица Тарасова                | круглогодично             | По регулируемому тарифу |
| 20                  | Соборная площадь — Улица Костромская             | круглогодично             | По регулируемому тарифу |
| 25                  | Улица Расторгуева — Улица Куйбышева              | круглогодично             | По регулируемому тарифу |
| 29                  | Железнодорожный вокзал — Сады «Дружба»           | круглогодично             | По регулируемому тарифу |
| 33                  | Призма — Больница № 4                            | круглогодично             | По регулируемому тарифу |

## Оплата проезда
Оплата проезда производится кондуктору, с января 2020 года, в автобусах можно платить картой и NFC. У кондуктора есть кассовый аппарат, на котором после оплаты проезда печатается чек. При оплате через банковскую карту, NFC, транспортную карту чек печатается автоматически. Чек следует сохранять до конца поездки. На чеке указывается время оплаты, маршрут, стоимость проезда, номер чека и перевозчик. На данный момент стоимость проезда в автобусах в городе Рыбинск установлена в размере 32 рублей полная стоимость проезда и 16 рублей льготная стоимость проезда соответственно. Проезд в маршрутных такси города Рыбинска составляет 35 рублей с одного пассажира. В маршрутных такси города льготы не действуют, проезд только за полную стоимость билета. Категории граждан, имеющие право на проезд по льготной стоимости, должны при оплате проезда предъявить документ, подтверждающий их принадлежность к такой категории.
Также проезд может осуществляться по месячным проездным билетам, предъявляемым кондуктору. Для пенсионеров, ветеранов труда, инвалидов и некоторых других категорий граждан имеется электронный льготный проездной документ — социальная карта.